# دره‌ماهی علیا
دره‌ماهی علیا، روستایی از توابع بخش بشارت شهرستان الیگودرز در استان لرستان ایران است.

## جمعیت
این روستا در دهستان پیشکوه ذلقی قرار دارد و براساس سرشماری مرکز آمار ایران در سال ۱۳۸۵، جمعیت آن ۵۷ نفر (۱۰خانوار) بوده‌است.